# Atilio Marchioni
Atilio Marchioni (Chile, 23 de diciembre de 1962) es un exfutbolista profesional chileno (de origen veneto, San Fior, Treviso) que jugaba de defensa central. Actualmente trabaja como ayudante de campo en Universidad Católica.

## Trayectoria
A los 17 años ingresó al club Universidad Católica jugando como defensa central. Defendió la camiseta cruzada hasta 1986, teniendo la oportunidad de ser protagonista del título conseguido en 1984 bajo la dirección técnica de Ignacio Prieto.
Tras su partida tuvo la oportunidad de volver y jugar en las temporadas de 1993 y 1994.
Luego de finalizar su carrera como futbolista arribó al área médica de la Católica en 1997 como masajista deportivo, y luego fue veedor del club en 1999 cuando estaba en la dirección técnica Fernando Carvallo. 
Con la llegada de José Guillermo del Solar, se inició en el cargo que desempeña actualmente en el plantel, como ayudante de campo del cuerpo técnico del equipo franjeado.

## Clubes
| Club                 | País  | Año       |
| -------------------- | ----- | --------- |
| Universidad Católica | Chile | 1979-1986 |
| O'Higgins            | Chile | 1987-1988 |
| FC Brüttisellen      | Suiza | 1989-1992 |
| Universidad Católica | Chile | 1993-1994 |

## Palmarés

### Torneos nacionales
| Título           | Equipo               | País  | Año  |
| ---------------- | -------------------- | ----- | ---- |
| Copa Chile       | Universidad Católica | Chile | 1983 |
| Copa República   | Universidad Católica | Chile | 1984 |
| Primera División | Universidad Católica | Chile | 1984 |